# المهجورة (فلم 2010)
المهجورة (بالإنجليزية: Abandoned) فيلم إثارة أمريكي لعام 2010 من إخراج مايكل فايفر وبطولة بريتاني ميرفي ودين كاين وميمي روجرز وجاي بيكيت. تم تصوير الفيلم في يونيو 2009 وكان آخر فيلم للممثلة مورفي قبل وفاتها في 20 ديسمبر 2009. حصلت شركة «أنكور باي انترتينمنت Anchor Bay Entertainment» على حقوق التوزيع في أمريكا الشمالية وأصدرت الفيلم المباشر إلى الفيديو في 24 أغسطس 2010.

## طاقم التمثيل
- بريتاني ميرفي: في دور ماري والش
- دين كاين: في دور كيفن بيترسون
- ميمي روجرز: في دور فيكتوريا ماركهام
- بيتر بوغدانوفيتش: في دور الدكتور بنسلي
- جاي بيكيت: في دور المحقق فرانكلين
- تيم ثومرسون: في دور كوبر
- سكوت أنتوني ليت: في دور جون هولواي
- أمريكا يونغ: في دور أماندا
- تارا سوبكوف: في دور الممرضة آنا
- وود ديكنسون: في دور رجل الأعمال[4]

## ملخص أحداث الفيلم
ماري والش تسلم صديقها كيفن إلى المستشفى لإجراء جراحة روتينية في العيادات الخارجية. لكن عندما تعود ماري لأخذه إلى المنزل، يختفى في ظروف غامضة، ولا يمكن للمسؤولين العثور على أي سجل له، ولا يؤدي بحث الشرطة إلى أي شيء. على نحو متزايد، يتم نقل ماري إلى الطبيب النفسي الدكتور بنسلي، الذي يعلن أنها غير مستقرة نفسيًا، ويصبح عليها ألا تجد صديقها المفقود فحسب، بل يجب أن تثبت سلامتها العقلية أيضًا. عندما يخبرها شخص غريب أنه يعرف مكان وجود كيفن ويطالب بفدية قدرها 10 ملايين دولار، وتجد أمامها ساعة واحدة للامتثال، وتصبح حياة صديقها على المحك. تضطر ماري لاختلاس الأموال من البنك الذي تعمل فيه، وسرعان ما تكتشف الحقيقة المروعة وراء الاختفاء. ينفد الوقت وعليها أن توجه الأمور في الاتجاه المناسب لإنقاذ نفسها.

## استقبال الفيلم
كتب موقع دريد سنترال في 15 سبتمبر 2010: «تعتبر مشاهدة فيلم» المهجورة«تجربة محبطة للأمور لا تمت بصلة إلى جودة الفيلم. المهجورة يمثل الدور الأخير للراحلة بريتاني ميرفي، بعد كل التقارير عن المخدرات وفقدان الشهية والجراحة التجميلية التي ظهرت بعد وفاتها العام الماضي، من الصعب نوعًا ما ألا تدع أيًا من ذلك يتبادر إلى الذهن بينما تلاحظ كيف تبدو غير صحية جسديًا في هذا الفيلم»، ومنح الفيلم درجة 2/5.
كتب الموقع الألماني فيلم ستارتس في 7 أبريل 2011: «عندما تم العثور على بريتاني ميرفي ميتة في الحمام في قصرها في ديسمبر 2009، كانت الممثلة البالغة من العمر 32 عامًا قد بدأت للتو في الإقلاع. مورفي، التي توفيت مبكرًا جدًا، حققت تقدمًا كبيرًا في هوليوود بعد أدوار سلسلة صغيرة... كانت معروفة أيضًا في ألمانيا، على الرغم من الاستغلال الإعلامي لملابسات وفاتها، فإن فيلمها الأخير» بلا أثر«لم يصل حتى إلى دور السينما الأمريكية».

## وصلات خارجية
- مقالات تستعمل روابط فنية بلا صلة مع ويكي بيانات